# Fuss–Catalantal
Fuss–Catalantal är inom kombinatoriken tal på formen
{\displaystyle A_{m}(p,r)\equiv {\frac {r}{mp+r}}{\binom {mp+r}{m}}={\frac {r}{m!}}\prod _{i=1}^{m-1}(mp+r-i).}
De är uppkallade efter N. I. Fuss och Eugène Charles Catalan.

## Exempel
För delindex {\displaystyle m\geq 0} ä talen:
{\displaystyle A_{m}(1,1)=1,1,1,1,1,\ldots }
{\displaystyle A_{m}(1,2)=1,2,3,4,5,6,7\ldots }
{\displaystyle A_{m}(2,1)=1,1,2,5,14,42,132,429,1430,4862\ldots }  A000108
{\displaystyle A_{m}(2,3)=1,3,9,28,90,297,1001,3432,11934,41990,149226,\ldots }  A000245
{\displaystyle A_{m}(2,4)=1,4,14,48,165,572,2002,7072,25194,90440,\ldots }  A002057
{\displaystyle A_{m}(3,2)=1,2,7,30,143,728,3876,21318,120175,690690,\ldots }  A006013
{\displaystyle A_{m}(3,3)=1,3,12,55,273,1428,7752,43263,246675,1430715,8414640,\ldots }  A001764
{\displaystyle A_{m}(3,4)=1,4,18,88,455,2448,13566,76912,444015,2601300,\ldots }  A006629
{\displaystyle A_{m}(4,2)=1,2,9,52,340,2394,17710,135720,1068012,\ldots }  A069271

## Algebra
{\displaystyle A_{m}(p,r)=A_{m}(p,r-1)+A_{m-1}(p,p+r-1)}
börjar med {\displaystyle A_{-1}(p,r)=0} och {\displaystyle A_{m}(p,p)=A_{m+1}(p,1)}